# Daihatsu Hi-Line
Der Daihatsu Hiline war ein Geländewagen mit den Karosserieformen Pick-up und Kombi, der auf dem Daihatsu Compagno basierte. Bereits 1962 erschien er auf dem Markt mit einer Nutzlast von einer Tonne. Angetrieben mit einem 1500-cm³-Benzinmotor mit 50 kW Leistung mittels Hinterradantrieb und 4-Gang-Schaltgetriebe, erreichte er eine Höchstgeschwindigkeit von 110 km/h.
1969 gab es eine Überarbeitung mit nun vier Scheinwerfern. Der Kombi wurde nun nicht mehr produziert. Die Nutzlast wurde auf 1,25 Tonnen erhöht. 
Da Daihatsu seit 1967 mit Toyota kooperierte und der Hiline in Konkurrenz zum Toyota Hilux stand, wurde die Produktion 1971eingestellt.